# José Antonio Chamot
José Antonio Chamot Picart zkráceně jen José Chamot (* 17. května 1969, Concepción del Uruguay, Argentina) je fotbalový trenér a bývalý argentinský fotbalový obránce a reprezentant. Převážnou část kariéry (13 sezon) odehrál za kluby v Itálii. Stal se jednou vítězem Ligy mistrů a dvakrát vítězem italského poháru.
Za národní tým se objevil na třech MS a jednou na Copa Amerika. Zúčastnil se také na OH 1996 kde slavil stříbrné medaile.

## Přestupy
- z SS Lazio do Atlético Madrid za 6 000 000 Euro
- z Atlético Madrid do AC Milán za 3 000 000 Euro
- z AC Milán do CD Leganés zadarmo

## Hráčská statistika
| Sezóna  | Klub               | Liga             | Liga   | Liga | Ligové poháry | Ligové poháry | Ligové poháry | Kontinentální poháry | Kontinentální poháry | Kontinentální poháry | Celkem | Celkem |
| Sezóna  | Klub               | Soutěž           | Zápasy | Góly | Soutěž        | Zápasy        | Góly          | Soutěž               | Zápasy               | Góly                 | Zápasy | Góly   |
| ------- | ------------------ | ---------------- | ------ | ---- | ------------- | ------------- | ------------- | -------------------- | -------------------- | -------------------- | ------ | ------ |
| 1988/89 | CA Rosario Central | Primera División | 19     | 1    | -             | 0             | 0             | -                    | 0                    | 0                    | 19     | 1      |
| 1989/90 | CA Rosario Central | Primera División | 29     | 2    | -             | 0             | 0             | -                    | 0                    | 0                    | 29     | 2      |
| 1990    | CA Rosario Central | Primera División | 11     | 0    | -             | 0             | 0             | -                    | 0                    | 0                    | 11     | 0      |
| 1990/91 | Pisa SC            | Serie A          | 37     | 0    | IP            | 2             | 0             | -                    | 0                    | 0                    | 39     | 0      |
| 1991/92 | Pisa SC            | Serie B          | 33     | 1    | IP            | 5             | 0             | -                    | 0                    | 0                    | 38     | 1      |
| 1992/93 | Pisa SC            | Serie B          | 34     | 0    | IP            | 1             | 0             | -                    | 0                    | 0                    | 35     | 0      |
| 1993/94 | Foggia Calcio      | Serie A          | 30     | 0    | IP            | 3             | 0             | -                    | 0                    | 0                    | 33     | 0      |
| 1994/95 | SS Lazio           | Serie A          | 28     | 1    | IP            | 7             | 0             | UEFA                 | 8                    | 0                    | 43     | 1      |
| 1995/96 | SS Lazio           | Serie A          | 32     | 0    | IP            | 4             | 0             | UEFA                 | 1                    | 0                    | 37     | 0      |
| 1996/97 | SS Lazio           | Serie A          | 29     | 0    | IP            | 2             | 0             | UEFA                 | 3                    | 1                    | 34     | 1      |
| 1997/98 | SS Lazio           | Serie A          | 11     | 0    | IP            | 3             | 0             | UEFA                 | 3                    | 0                    | 17     | 0      |
| 1998/99 | Atlético Madrid    | Primera División | 27     | 1    | ŠP            | 2             | 0             | UEFA                 | 9                    | 0                    | 38     | 1      |
| 1999/00 | Atlético Madrid    | Primera División | 12     | 0    | ŠP            | 0             | 0             | UEFA                 | 5                    | 0                    | 17     | 0      |
| 2000    | AC Milán           | Serie A          | 13     | 0    | IP            | 1             | 0             | -                    | 0                    | 0                    | 14     | 0      |
| 2000/01 | AC Milán           | Serie A          | 14     | 0    | IP            | 2             | 0             | LM                   | 9*                   | 0*                   | 25     | 0      |
| 2001/02 | AC Milán           | Serie A          | 22     | 0    | IP            | 5             | 0             | UEFA                 | 5                    | 0                    | 32     | 0      |
| 2002/03 | AC Milán           | Serie A          | 2      | 0    | IP            | 1             | 0             | LM                   | 1                    | 0                    | 4      | 0      |
| 2003/04 | CD Leganés         | Segunda División | 1      | 0    | ŠP            | 0             | 0             | -                    | 0                    | 0                    | 1      | 0      |
| 2004    | CA Rosario Central | Primera División | 1      | 0    | -             | 0             | 0             | -                    | 0                    | 0                    | 1      | 0      |
| 2005    | CA Rosario Central | Primera División | 3      | 0    | -             | 0             | 0             | -                    | 0                    | 0                    | 3      | 0      |
| Celkově | Celkově            | Celkově          | 376    | 6    | -             | 35            | 0             | -                    | 44                   | 1                    | 455    | 7      |

Poznámky
- i s předkolem.

## Úspěchy

### Klubové
- 2× vítěz italského poháru (1997/98, 2002/03)
- 1× vítěz Ligy mistrů UEFA (2002/03)

### Reprezentace
- 3× na MS (1994, 1998, 2002)
- 1× na Copa América (1995)
- 1× na Konfederačním poháru FIFA (1995 – stříbro)
- 1× na LOH (1996 – stříbro)